# ナショナル・ポスト
ナショナル・ポスト（英語：National Post）はカナダの新聞。英語でカナダ全土向けに発行される日刊紙。親会社はポストメディア・ネットワーク社。本社はオンタリオ州トロントにあり、月曜から土曜に発行されている。1998年にコンラッド・ブラックによって創業された。
発行部数は約14万部。政治的スタンスは保守系である。

## 沿革
コンラッド・ブラックはカナダの保守層を声を代表し、他のリベラル系メディアと対抗することを主眼に創業。トロントで既に確立していた経済紙ファイナンシャル・ポスト紙を1997年にサン・メディア社から買収し、それをベースに新しい一般紙を築く。ファイナンシャル・ポストはナショナル・ポスト紙内の経済面に今も名を残している。